# Bob Andy
Bob Andy, nom de scène de Keith Anderson, est un chanteur et auteur-compositeur jamaïcain de reggae né le 28 octobre 1944 à Kingston (Jamaïque britannique) et mort le 27 mars 2020 dans la même ville[réf. nécessaire].

## Biographie
Bob Andy commence sa carrière solo en 1966 avec le super hit I've Got to Go Back Home, une chanson qui devient un classique ""lover". Il chante et écrit des chansons pour le groupe vocal The Paragons, qu'il a fondé avec Tyrone (Don) Evans et Howard Barrett, plus tard rejoint par John Holt. The Paragons vont faire de nombreux hits avec Coxsone Dodd incluant Love At Last, interprété par Bob Andy.
Sous l'ère Studio One, Bob Andy a travaillé étroitement avec Jackie Mittoo pour un certain nombre de titres pour le label. Ses chansons sont de plus devenues des titres reggae classiques comme Unchained (maintes fois reprise ou adaptée), Feeling Soul, My Time, Going Home, ou Too Experienced (qui sera un tube pour Barrington Levy à la fin des années 1980), pour ne citer qu'eux. Bob Andy a contribué à l'écriture pour plusieurs chansons d'autres artistes jamaïcains. Adepte du rastafarisme, Bob Andy participe à l'effervescence musicale du Kingston plein d'espoir des années 1970.
En 1970, la reconnaissance internationale vient quand le duo Bob & Marcia (avec Marcia Griffiths) enregistre une reprise du morceau de Nina Simone Young, Gifted and Black, qui sera vendu à 500 000 exemplaires au Royaume-Uni et en Europe. Ils sortent d'autres singles classés au Top 10 et deux albums pour Trojan Records. Lorsque le duo se sépare en 1974, Marcia Griffiths devient l'une des I-Threes, qui forment les chœurs de Bob Marley.
Bob Andy multiplie les expériences au cours des années 1970, quitte à délaisser la musique. Il se lance notamment dans une carrière d'acteur (cf. notamment Children of Babylon en 1979).
Il revient à la musique dans les années 1980, à la fois comme chanteur et producteur. Il rejoint le Studio Tuff Gong - fondé par Bob Marley - et participe à son développement. Il ne cesse pas, depuis lors, d'enregistrer, de se produire sur scène et d'aider d'autres artistes. Avec le temps, la reconnaissance de son talent et de ses qualités humaines ne cesse de croître.

## Discographie
- 1970 - Songbook (1966-68) (Studio One)
- 1977 - Lots of love and I (Sky Note UK)
- 1983 - Friends (I-Anka UK)
- 1986 - Retrospective (1970-75) (I-Anka)
- 1988 - Freely (I-Anka)
- 1997 - Hanging Tough (VP)